# Rhaphuma rufobasalis
Rhaphuma rufobasalis là một loài bọ cánh cứng trong họ Cerambycidae.